# Sergio Faife
Sérgio Aristides Cumbe Faife (Maputo, 15 de Outubro de 1979), mais conhecido por Sérgio Faife, é um apresentador de Televisão e locutor moçambicano.

## Biografia
De seu nome completo Sérgio Aristides Cumbe Faife, ou então Sérgio Faife, é um animador de rádio e televisão que conta com mais de 20 anos de carreira na área de comunicação, sendo por via disso uma referência incontornável para jovens comunicadores, e não só.
Sérgio é filho de André Faife e Filomena Faife, tendo iniciado a sua carreira aos 11 anos como apresentador dos programas radiofónicos Tempo dos Mais Pequenos e Amigos da Continuadores, na Rádio Moçambique em Antena nacional, e pela Rádio Cidade (1990-1993).
Em 1994 entrou para Rádio Terra Verde, onde fez durante um ano três programas comerciais, nomeadamente Música Oriental, Corrente Eléctrica e Electricidade, tendo mais tarde rumado para a Televisão como repórter do programa Galera, na Televisão Miramar, filial da Rede Record em Moçambique, onde por mérito do seu talento foi atribuído um programa denominado Ritmos, no qual, para além de apresentador, era igualmente produtor e editor (1995-1999).
Já no ano 2000 entrou para a Televisão pública denominada Televisão de Moçambique, onde apresentou e editou o programa das noites de Sábado denominado Alô Família até 2005, tido na altura como um dos programas de maior sucesso na Televisão. Em 2003, o comunicador volta às cabines de Rádio dessa vez para animar, durante cinco anos, os programas 9Loucuras e o romântico programa Explode Coração, na rádio 99FM. Na sequência, retorna ao trabalho na Televisão pela então 9TV, actual TIM-Televisão Independente de Moçambique, onde apresentou os programas 9J, JOGA9 e o Explode Coração.
Mais tarde, numa parceria entre a TVM e a Rádio 99FM, o animador foi chamado para apresentar o programa Sérgio Faife e Alegria (2007-2008), tendo ao meio feito idas e voltas entre a Rádio e Televisão, no intervalo que foi de 2009 até 2012, quando Sérgio Faife animou e editou vários outros programas radiofónicos, entre eles Super Faife e Explode Coração, bem como tendo apresentado o programa de Televisão Na primeira Pessoa, Zona SMS e Sábado Show.
Em 2013 e na companhia da sua eterna dupla Eunice Andrade, estreou no segundo canal da TVM o programa Dia-a-Dia, onde apresentou o mesmo até finais de 2018, tendo no início de 2019 sido anunciado o seu regresso para a primeira Televisão onde trabalhou: TV Miramar. Actualmente, é lá onde na companhia de Neyma Alfredo e Juliana Napaua apresenta o programa Belas Manhãs, tido como de maior audiência nas manhãs da Televisão em Moçambique.

## Vida pessoal
Sérgio Faife vive na Cidade de Maputo. É pai de três filhos, Shirley, Keyse e Alícia. Desde 2020, está casado com Vânia Filipe Jemusse, com quem igualmente divide a paixão pela arte de comunicar em Televisão. [carece de fontes?]

## Vida social e acções de caridade
Sérgio Faife é tido como um dos apresentadores que pela sua simplicidade grajeia simpatia popular em cada acção que realiza. Desde cedo, Faife decidiu apostar que seria um ser que viveria para outros, tendo inclusive criado a célebre frase: ''nasci para fazer de ti uma pessoa um pouco mais feliz''.
Ao longo das suas acções, Faife tem privilegiado campanhas de solidariedade que procuram beneficiar pessoas desfavorecidas. Dentre essas iniciativas, Faife habitou aos moçambicanos a promover acções de ‘’Natal Esperança’’, que prezam a oferta de refeições para moradores de rua ou demais necessitados em véspera do Natal. Igualmente, Faife já realizou acções em prol da pessoa idosa, bem como das crianças com diversas necessidades.
Importa realçar que em cada programa de Rádio ou Televisão, Faife carrega consigo uma grande dose de alegria e solidariedade, onde o seu principal objectivo é fazer o bem pelo próximo. A sua acção na comunicação é, acima de tudo, transmitir alegria e o bem ao próximo, pois entende que essa é a sua missão na terra.

## Desafio radiofónico
Sérgio Faife é o único locutor moçambicano que já realizou várias horas de rádio seguidas. Em 2016, Faife apresentou a edição das 55 horas de Rádio (sem parar), com uma emissão ininterrupta sob o lema: “Rapariga saudável, futuro feliz”. Antes disso, o animador de rádio e televisão já havia feito outras edições de horas ininterruptas, sendo 18 horas, 24 horas, 36 horas, 40 horas e 48 horas, sob tópicos que variavam desde a promoção dos direitos da criança vulnerável, em prol dos idosos, bem como em prol da Paz e Música Moçambicana.
Geralmente, as horas de rádio ininterruptas são coroadas de doações que os ouvintes e amigos da causa fazem no decurso da emissão dependendo do lema, sem esquecer a promoção de música variada, conversa em estúdio e actuação de artistas. Neste momento, o locutor está em processo de certificação da sua marca junto do Guinness World Records, como o único locutor que já realizou mais de 50 horas de rádio sem interrupção.

## Prémios
- TVZINE - Melhor apresentador de entretenimento
- TZINE - Melhor apresentador musical (TOP10-TV)
- TVM - Melhor apresentador de programas de entretenimento (2004)
- TVM - Apresentador mais popular
- TVM - Melhor programa de entretenimento Alô Família (2004)
- CNN - Melhor TALK-SHOW da África Austral (2009)
- 99FM - Melhor programa de rádio 9Loucura (2004)
- 99FM - Melhor animador de rádio (2005)
- 99FM - Melhor programa de rádio 9Locura (2006)
- 9TV - Melhor programa Joga9 (2006)
- 99FM - Melhor animador de rádio (2007)
- 99FM - Melhor animador de rádio (2008)